# Tusita

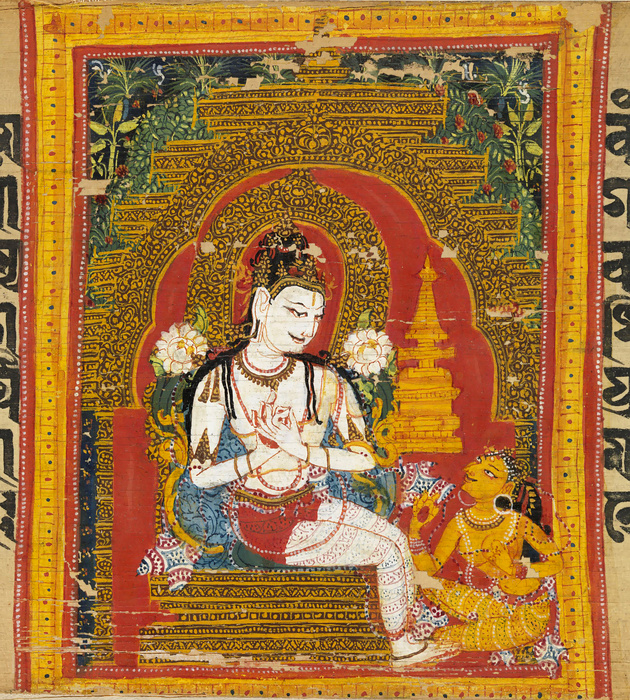
Maitréja bodhiszattva a Tusita mennyországban, pálmalevél kézirat. Nalanda, Bihár, India

Tusita (szanszkrit) vagy Tuszita (páli) a Kámadhátu hat dévabirodalma közül az egyik, a Jáma és a Nirmánarati mennyország között. Más mennyországokhoz hasonlóan a Tusitáról is úgy tartják, hogy elérhető meditáció útján. Itt élt Svetaketu bódhiszattva (páli: Szetaketu, „fehér zászló”) mielőtt a Földön született újjá Gautama Buddhaként, aki a történelmi Buddha. Hozzá hasonlóan, jelenleg Nátha („Védelmező”) bodhiszattva is ebben a mennyországban él, aki később az új kor buddhája lesz a Földön, és úgy fogják hívni, hogy Maitréja.

## Jellemzések
A buddhista kozmológiában szereplő mennyországokhoz hasonlóan a Tusita mennyországban is dévák, azaz isteni lények élnek. A páli kánonban szereplő Viszakhuposzatha-szutta szerint ott a Földtől eltérően telik az idő. Ami a földön négyszáz év, az a Tusita dévái számára egy éjszaka és egy nap. A hónapjuk harminc ilyen napból, az évük 12 ilyen hónapból áll, és az életük négyezer ilyen évből áll.

## A mahájána nézőpont
A mahájána buddhizmusban a Tusita mennyországban érik el a bodhiszattvák a teljes megvilágosodást. Az egyik forrást erre a Végtelen élet szútrája jelenti:
|  | „Az összes bodhiszattva, Mahászattva Szamantabhadra erényeit követve, meg fel van ruházva a mérhetetlen gyakorlatokkal és a bodhiszattva ösvény fogadalmaival, és szilárdan lakozik minden érdemes cselekedetben. Szabadon utazik mind a tíz negyedbe és a megvilágosodás ügyes eszközeit használja. Belép a buddhák dharmájának kincstárába, és eléri a túlsó partot. Megszámlálhatatlan világokon keresztül eléri a megvilágosodást. Először a Tusita mennyországban él, ahol kifejti a tiszta dharmát. A mennyből leszáll az anyja méhébe.” |
|  | |

Emiatt a Tusita mennyország szorosan összeforr Maitréja Buddha alakjával. Sok buddhista fogadalmat tesz, hogy következő életében ott fog újjászületni, hogy hallhassa a bodhiszattva tanításait és végül vele együtt születhet újjá, amikor buddhaként fog a Földön megszületni. Más bodhiszattvák is élnek ebben a birodalomban időnként. A Tusita mennyország abban a világrendszerben van mint a Föld, és viszonylag közel is van hozzá, ugyanis Amitábha Buddha Tiszta Föld birodalma külön világrendszernek számít.